# Hans Wütherich
Hans Wütherich (Bern, 1889. november 1. – ?, 1982. augusztus 13.) svájci nemzetközi labdarúgó-játékvezető.

## Pályafutása

### Nemzeti játékvezetés
Az I. Liga játékvezetőjeként 1940-ben vonult vissza.

#### Nemzeti kupamérkőzések
Vezetett kupadöntők száma: 2.

##### Svájci labdarúgókupa
| Időpont           | Helyszín               | Mérkőzés típusa | Mérkőzés                                  | Eredmény | Nézők száma |
| ----------------- | ---------------------- | --------------- | ----------------------------------------- | -------- | ----------- |
| 1934. április 2.  | Wankdorf Stadion, Bern | döntő           | Grasshopper Club Zürich–Servette FC       | 2 : 0    | 18 000      |
| 1937. március 29. | Wankdorf Stadion, Bern | döntő           | Grasshopper Club Zürich–FC Lausanne-Sport | 10 : 0   | 15 000      |

### Nemzetközi játékvezetés
A Svájci labdarúgó-szövetség Játékvezető Bizottsága (JB) terjesztette fel nemzetközi játékvezetőnek, a Nemzetközi Labdarúgó-szövetség (FIFA) 1933-tól tartotta nyilván bírói keretében. A FIFA JB központi nyelvei közül a németet beszélte. Több nemzetek közötti válogatott és klubmérkőzést vezetett, vagy működő társának partbíróként segített.  A svájci nemzetközi játékvezetők rangsorában, a világbajnokság-Európa-bajnokság sorrendjében többedmagával a 19. helyet foglalja el 2 találkozó szolgálatával. Az aktív nemzetközi játékvezetéstől 1940-ben búcsúzott. Válogatott mérkőzéseinek száma: 10.

#### Labdarúgó-világbajnokság
A világbajnoki döntőhöz vezető úton Franciaországba a III., az 1938-as labdarúgó-világbajnokságra a FIFA JB játékvezetőként foglalkoztatta. A FIFA elvárásának megfelelően, ha nem vezetett, akkor valamelyik működő társának segített partbíróként. Az első svájci bíró, aki világbajnokságon tevékenykedhetett. A Magyarország–Olaszország (2:4) összecsapáson Georges Capdeville játékvezető első számú partbírója volt. Az első számú partbíró játékvezetői sérülés esetén továbbvezethette a találkozót. Világbajnokságon vezetett mérkőzéseinek száma: 2 + 2 (partbíró).

##### 1938-as labdarúgó-világbajnokság

###### Világbajnoki mérkőzés
| Időpont          | Helyszín                     | Mérkőzés típusa    | Mérkőzés              | Eredmény | Nézők száma |
| ---------------- | ---------------------------- | ------------------ | --------------------- | -------- | ----------- |
| 1938. június 5.  | Olimpiai Stadion, Párizs     | egyik nyolcaddöntő | Franciaország–Belgium | 3 : 1    | 32 000      |
| 1938. június 16. | Velodrome Stadion, Marseille | egyik elődöntő     | Olaszország–Brazília  | 2 : 1    | 30 000      |

#### Nemzetközi kupamérkőzések
Vezetett kupadöntők száma: 1.

##### Közép-európai kupa
Hugo Meisl osztrák sportminiszter javaslatára a Közép-európai országok (Ausztria, Magyarország, Olaszország, Románia, Svájc, Csehszlovákia, Jugoszlávia) összefogásával legjobb csapataik részére indították útjára a Mitropa Kupa (1927-1992) a labdarúgó tornasorozatot.
| Időpont           | Helyszín              | Mérkőzés típusa | Mérkőzés                 | Eredmény | Nézők száma |
| ----------------- | --------------------- | --------------- | ------------------------ | -------- | ----------- |
| 1937. október 24. | Nemzeti Stadion, Róma | döntő           | SS Lazio–Ferencvárosi TC | 4 : 5    | 35 000      |

#### A magyar labdarúgó-válogatott mérkőzései (1902–1929)
| Időpont            | Helyszín                         | Mérkőzés típusa          | Mérkőzés                 | Eredmény | Nézők száma |
| ------------------ | -------------------------------- | ------------------------ | ------------------------ | -------- | ----------- |
| 1935. november 24. | Civica Stadion, Milánó           | 187. válogatott mérkőzés | Olaszország–Magyarország | 2 : 12   | 26 000      |
| 1939. november 12. | Beogradski S.K. Stadion, Belgrád | 222. válogatott mérkőzés | Jugoszlávia–Magyarország | 0 : 2    | 18 000      |

## Külső hivatkozások
- Hans Wütherich. World Referee. [2012. augusztus 31-i dátummal az eredetiből archiválva]. (Hozzáférés: 2012. augusztus 10.)
- Hans Wütherich. footballzz.com. (Hozzáférés: 2012. augusztus 10.)
- Hans Wütherich. scoreshelf.com. [2015. november 5-i dátummal az eredetiből archiválva]. (Hozzáférés: 2012. augusztus 10.)
- Hans Wütherich. eu-football.info. (Hozzáférés: 2012. augusztus 10.)
- Hans Wütherich. weltfussball.de. (Hozzáférés: 2012. augusztus 10.)

| Elődje: Rudolphe Wittwer | Svájci labdarúgókupa döntő 1933–1934 | Utódja: Rudolphe Wittwer |

| Elődje: Karl Wunderlin | Svájci labdarúgókupa döntő 1936–1937 | Utódja: Karl Wunderlin |

| Elődje: Augustin Krist | Közép-európai kupa döntő 1936–1937 | Utódja: Henry Norman Mee |